# Idiocerus prolixus
Idiocerus prolixus är en insektsart som beskrevs av Géza Horváth 1894. Idiocerus prolixus ingår i släktet Idiocerus och familjen dvärgstritar. Inga underarter finns listade i Catalogue of Life.